# Arrondissement di Douai
L'arrondissement di Douai è una suddivisione amministrativa francese, situata nel dipartimento del Nord e nella regione dell'Alta Francia.

## Composizione
L'arrondissement di Douai raggruppa 67 comuni in 7 cantoni:
- Cantone di Arleux, che comprende 15 comuni:
  - Arleux, Aubigny-au-Bac, Brunémont, Bugnicourt, Cantin, Erchin, Estrées, Féchain, Fressain, Gœulzin, Hamel, Lécluse, Marcq-en-Ostrevent, Monchecourt e Villers-au-Tertre
- Cantone di Douai-Nord, che comprende 6 comuni:
  - Anhiers, Douai, Flines-lez-Raches, Lallaing, Sin-le-Noble e Waziers
- Cantone di Douai-Nord-Est, che comprende 6 comuni:
  - Auby, Douai, Flers-en-Escrebieux, Râches, Raimbeaucourt e Roost-Warendin
- Cantone di Douai-Sud, che comprende 12 comuni:
  - Aniche, Auberchicourt, Dechy, Douai, Écaillon, Férin, Guesnain, Lewarde, Loffre, Masny, Montigny-en-Ostrevent e Roucourt
- Cantone di Douai-Sud-Ovest, che comprende 6 comuni:
  - Courchelettes, Cuincy, Douai, Esquerchin, Lambres-lez-Douai e Lauwin-Planque
- Cantone di Marchiennes, che comprende 13 comuni:
  - Bouvignies, Bruille-lez-Marchiennes, Erre, Fenain, Hornaing, Marchiennes, Pecquencourt, Rieulay, Somain, Tilloy-lez-Marchiennes, Vred, Wandignies-Hamage e Warlaing
- Cantone di Orchies, che comprende 9 comuni:
  - Aix-lez-Orchies, Auchy-lez-Orchies, Beuvry-la-Forêt, Coutiches, Faumont, Landas, Nomain, Orchies e Saméon